# Wapen van Ferwerd

Wapen van Ferwerd

Het wapen van Ferwerd is het dorpswapen van het Nederlandse dorp Ferwerd, in de Friese gemeente Noardeast-Fryslân. Het wapen werd in 2018 geregistreerd.

## Beschrijving
De blazoenering van het wapen luidt als volgt:
Gedeeld van blauw en rood met over alles heen een uit de schildvoet oprijzende gouden terp, beladen met een rood, verkort breedarmig kruisje; het blauw en rood ieder beladen met een zilveren aardappelbloesem met een gouden hart; in het schildhoofd over alles heen een gouden kroon van drie bladen en twee parels.
De heraldische kleuren zijn: azuur (blauw), keel (rood), goud (goud), zilver (zilver).

## Symboliek
- Driedeling van het wapen: duidt op de drie buurten van het dorp: Hege Buorren, Lytse Buorren en Nije Buorren.[1]
- Terp: duidt op de terp waar het dorp op gelegen is, hetgeen ook terugkeert in het deel "werd" van de plaatsnaam.[1]
- Kruis: symbool voor zowel het klooster Foswerd bij het dorp als de middeleeuwse Sint-Martinuskerk van Ferwerd.[1]
- Rood veld: ontleend aan het wapen van het geslacht Van Cammingha dat in het dorp een stins bewoonde.[1]
- Blauw veld: afkomstig van de wapens van de families Van Burmania en Herjuwsma.[1]
- Kroon: staat symbool voor de adellijke families die in het dorp gewoond hebben. Ook beeldt het uit dat Ferwerd de hoofdplaats was van de gemeente Ferwerderadeel.[1]
- Aardappelbloemen: symboliseren de vruchtbare kleigrond rond het dorp.[1]

Het wapen van Van Cammingha.
Het wapen van Van Burmania.

## Zie ook

Vlag van Ferwerd